# Supersypnoides achatina
Supersypnoides achatina är en fjärilsart som beskrevs av Butler 1877. Supersypnoides achatina ingår i släktet Supersypnoides och familjen nattflyn. Inga underarter finns listade i Catalogue of Life.